# أمير كلا
أمير كلا (بالفارسية: امیرکلا) هي مدينة تقع في محافظة مازندران في إيران. يقدر عدد سكانها بـ 25,186 نسمة .